# كهوف الملك سينتولو
كهوف الملك سينتولو (بالإسبانية: Cueva del Rei Cintolo)‏ إعادة مجموعة الكهوف، التي يزيد طولها عن 7500 متر، في ضواحي مدينة موندونيدو بإسبانيا.
من تشكيل الحجر الجيري، وهي تشمل العديد من النوازل والصواعد. اكتشفها عالم الآثار خوسيه فيلااميل وكاسترو في عام 1870.

## وصلات خارجية
- Descriptive Web-site of The Caves of King "Cintolo" in Mondoñedo باللغة الغاليسية